# Eversen (Nieheim)

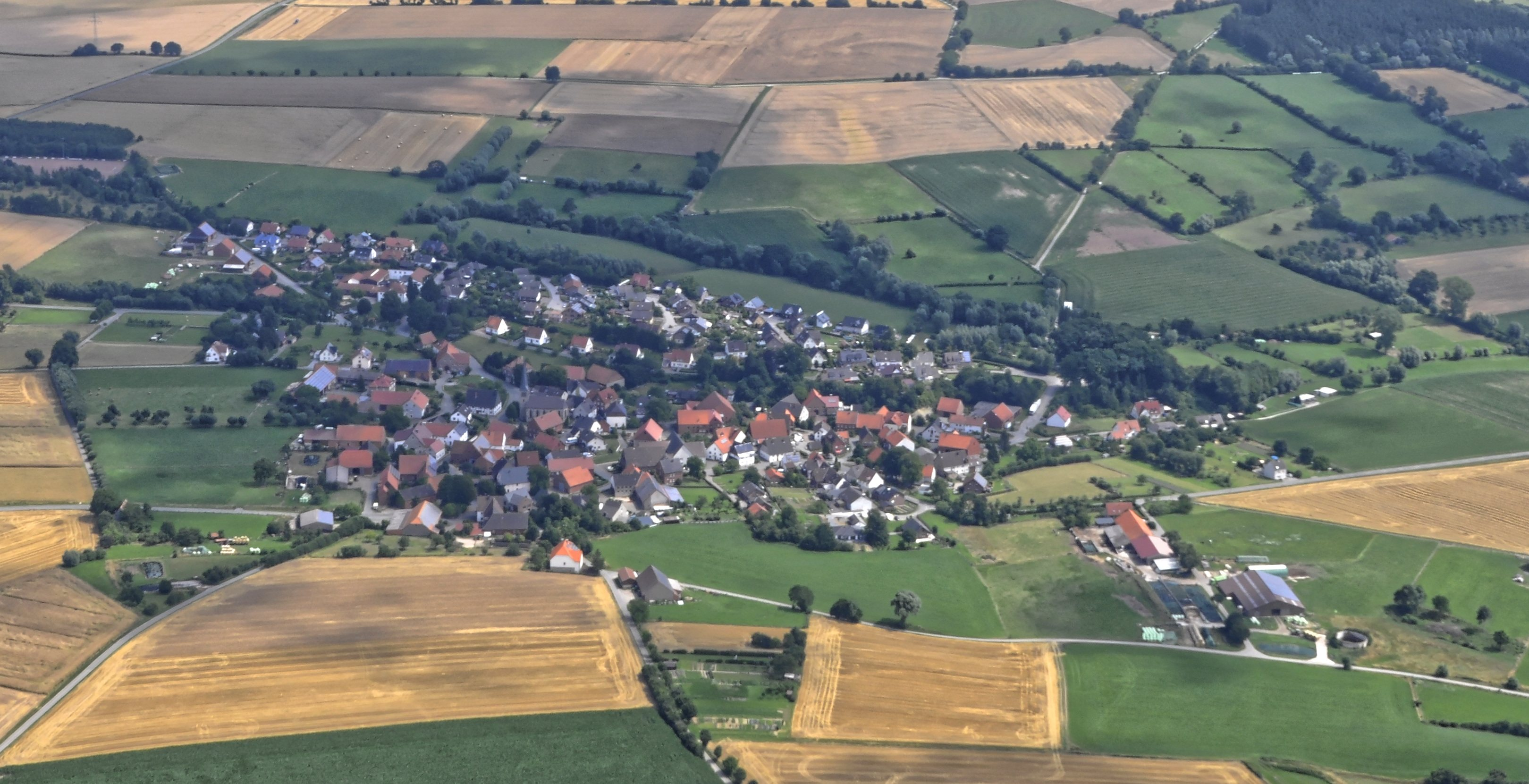
Eversen aus der Luft

Eversen ist Stadtteil der Stadt Nieheim im Kreis Höxter im östlichen Nordrhein-Westfalen.

## Geographie
Nachbarorte von Eversen sind die Nieheimer Kernstadt, Entrup, Sommersell, Rolfzen, Bergheim, Eichholz und die Steinheimer Kernstadt.

## Geschichte
Eversen gehörte seit dem Mittelalter zum paderbornisch-lippischen Samtamt Oldenburg. Der Ort fiel 1807 an das Königreich Westphalen und gehörte dort bis 1813 zum Kanton Nieheim im Distrikt Höxter des Departements der Fulda. Nach der napoleonischen Niederlage kam Eversen 1813 zu Preußen und wurde 1816 dem neuen Kreis Brakel zugeordnet, der 1832 in den Kreis Höxter eingegliedert wurde. Im Kreis Höxter gehörte Eversen zum Amt Nieheim, das bis in die 1930er Jahre mit dem Amt Steinheim das Doppelamt Nieheim-Steinheim bildete. Am 1. Januar 1970 wurde Eversen durch das Gesetz zur Neugliederung des Kreises Höxter vom 2. Dezember 1969 mit der damaligen Stadt Nieheim und den übrigen Gemeinden des Amtes Nieheim zur neuen Stadt Nieheim zusammengeschlossen.

## Einwohner
Eversen hatte nach einer Quelle des Kreises Höxter am 31. Dezember 2018 472 Einwohner.

## Verkehr
Eversen ist über das nahe gelegenen Steinheim (etwa 5 km) nördlich an das Netz der Deutschen Bahn angeschlossen, Hier fährt die Verbindung Ruhrgebiet – Hannover. Die Ostwestfalenstraße ist über die Anbindung Nieheim im Westen erreichbar.

## Vereine
Im Ort gibt es u. a. den Fußballverein VfL Eversen, welcher in der Kreisliga B spielt, die Freiwillige Feuerwehr Eversens, die Sankt Antonius Schützenbruderschaft und einen Kleintierzuchtverein namens Evktz e. V.

## Persönlichkeiten
- Tanja Busse (* 1970), Journalistin[6]
- Michael Parensen (* 1986), Fußballspieler des 1. FC Union Berlin